# Lucasidia phenax
Lucasidia phenax är en fjärilsart som beskrevs av Charles Boursin 1937. Lucasidia phenax ingår i släktet Lucasidia och familjen nattflyn. Inga underarter finns listade i Catalogue of Life.